# ANSI 아트

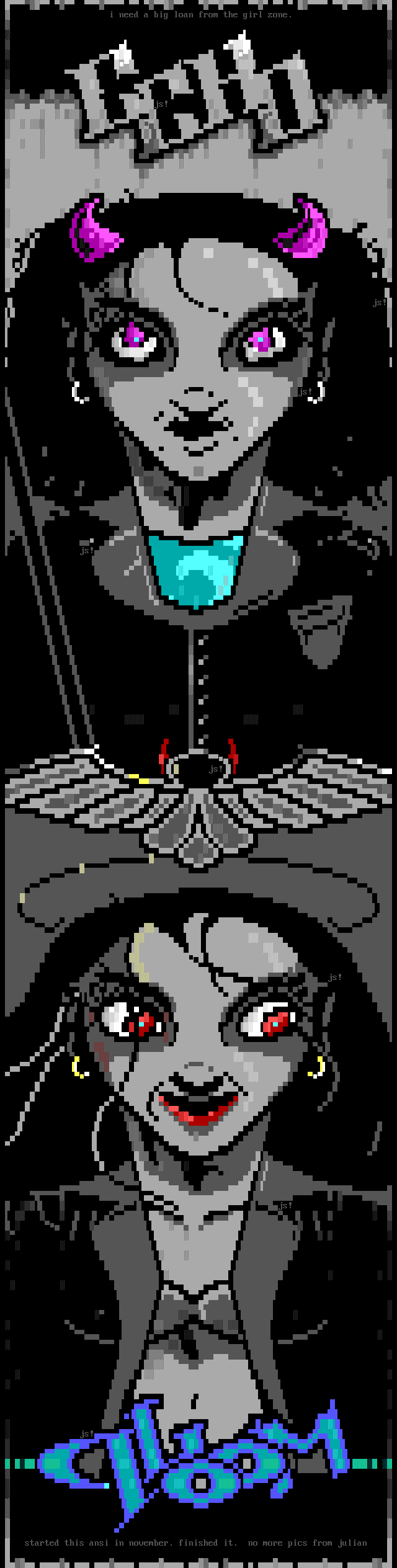
ANSI 아트워크의 예시

ANSI 아트(ANSI art, 안시 아트)는 한때 게시판 시스템에서 널리 사용되었던 컴퓨터 아트 형식이다. 이는 아스키 아트와 유사하지만 더 큰 256개의 문자, 숫자 및 기호 세트로 구성된다. 모든 코드는 IBM 코드 페이지 437에 있으며 종종 확장 ASCII라고도 하며 MS-DOS 및 유닉스 환경에서 사용된다. ANSI 아트에는 텍스트 터미널용 ANSI X3.64 표준을 대략적으로 기반으로 하는 MS-DOS 장치 드라이버인 ANSI.SYS에서 제공하는 16가지 전경색과 8가지 배경색으로 텍스트를 색칠하는 특수 ANSI 이스케이프 시퀀스도 포함되어 있다. 일부 ANSI 아티스트는 일반적으로 ANSImations라고 하는 애니메이션을 만들기 위해 ANSI X3.64 내의 커서 제어 시퀀스를 활용한다. ANSI 코드를 포함하는 ANSI 아트 및 텍스트 파일은 사실상 .ANS 파일 확장자를 갖는다.

## 같이 보기
- ANSI 이스케이프 코드
- 문서 편집기 목록